# Регіональний центр радіоелектронної розвідки «Північ» (Україна)
Регіональний центр радіоелектронної розвідки «Північ» (РЦ РЕР «Північ», в/ч А2622[неавторитетне джерело]) — формування в складі Сухопутних військ України.

## Історія
Історія військової частини розпочалася 1 грудня 1991 року, коли в Чернігові було створено 68-й окремий радіотехнічний полк особливого призначення. Вже через місяць його особовий склад присягнув на вірність українському народові.
У 2005 році полк переформовано у Регіональний центр радіоелектронної розвідки «Північ».
Призначення частини — ведення радіоелектронної розвідки у визначених смугах.
1 грудня 2016 року військовослужбовці Регіонального центру радіоелектронної розвідки оперативного командування «Північ» відзначили 25-ту річницю існування центру.
За словами начальника Центру особовий склад з перших днів антитерористичної операції бере участь в усіх оперативно-тактичних угрупованнях і бував у багатьох «гарячих точках». Завдання виконувались як в пункті постійної дислокації, так і шляхом виїзду окремих підрозділів. Військовослужбовці знаходились на блокпостах, забезпечували зв'язок. Центр пройшов майже всю лінію фронту АТО — від Станиці Луганської, Луганської області до міста Маріуполь, Донецької області.[неавторитетне джерело]
Також підрозділ залучався до проведення миротворчих операцій і виконував інші специфічні завдання.
Центр повністю укомплектований військовослужбовцями військової служби за контрактом, переважна більшість особового складу має вищу освіту та володіє іноземними мовами. Технічну апаратуру центру повністю оновлено.
За цей невеликий в історичному вимірі період він пройшов нелегкий шлях і сьогодні утвердився як самодостатня, злагоджена та авторитетна частина.
З нагоди відзначення 25-річчя до місця розташування Центру прибув голова Чернігівської ОДА Валерій Куліч. Він ознайомився з базою РЕР та обговорив із керівництвом спецпідрозділу можливі шляхи поглиблення вже налагодженої співпраці із забезпечення потреб військових, які дислокуються на Чернігівщині.
Під час заходу кращим радіорозвідникам були вручені нагороди та відзнаки.

## Структура

### 2013
Регіональний центр РЕР «Північ» (Чернігів)
- окремий центр РЕР (Харківська область)
- окремий маневровий центр РЕР (Луганська область)